# 알톤스포츠
알톤스포츠(Alton Sports)는 대한민국의 자전거 회사이다. 1994년 8월 세익 트레이딩으로 시작하여 자전거를 생산 및 수출하고 있다. 2010년 국내 3위 업체인 코렉스를 인수하며 국내 시장의 30%를 점유하고 있다. 2010년 7월 코스닥 증권시장에 상장되었다.